# هوغو غاتي
هوغو غاتي (بالإسبانية: Hugo Gatti)‏ (23 أبريل 2018 بوينس آيرس الأرجنتين - 20 أبريل 2025) هو لاعب كرة قدم أرجنتيني، لعب كحارس مرمى، شارك في كأس العالم 1966.

## مسيرته

### مسيرته مع المنتخبات الوطنية
- 1966 - 1977 لعب مع منتخب الأرجنتين لكرة القدم 18 مباراة.

### مسيرته مع الأندية
- 1962 - 1964 لعب مع أتلتيكو أتلانتا 30 مباراة.
- 1964 - 1968 لعب مع ريفر بليت 77 مباراة.
- 1969 - 1974 لعب مع جيمناسيا لابلاتا 224 مباراة.
- 1974 - 1975 لعب مع يونيون 45 مباراة.
- 1976 - 1988 لعب مع بوكا جونيورز 381 مباراة سجل خلالها هدف.

## وصلات خارجية
- هوغو غاتي على موقع الاتحاد الدولي (مؤرشف)  (الإنجليزية)
- هوغو غاتي على موقع الاتحاد الأوربي (الإنجليزية)
- هوغو غاتي على موقع قاعدة بيانات كرة القدم.إي يو (الإنجليزية)
- هوغو غاتي على موقع قاعدة بيانات كرة القدم.إي يو (الإنجليزية)
- هوغو غاتي على موقع ناشيونال فوتبول تيمز (الإنجليزية)
- هوغو غاتي على موقع Soccerway.com (الإنجليزية)
- هوغو غاتي على موقع عالم كرة القدم.نت (الإنجليزية)